# 세브린 카네일러
세브린 카네일러(Séverine Caneele, 1974년 5월 10일 ~ )는 벨기에의 배우이다.

## 출연 작품
- 로댕 (2017)
- 홀리 롤라 (2004)
- 휴머니티 (1999)